# Tasmanipatus
Genre
Tasmanipatus est un genre d'onychophores appartenant à la famille des Peripatopsidae. 

## Répartition
Les 2 espèces de ce genre sont endémiques de Tasmanie.

## Liste des espèces
Selon ITIS (1 août 2017) :
- Tasmanipatus anophthalmus Ruhberg, Mesibov, Briscoe & Tait, 1991
- Tasmanipatus barretti Ruhberg, Mesibov, Briscoe & Tait, 1991

## Publication originale
- Ruhberg, Mesibov, Briscoe & Tait, 1991 : Tasmanipatus barretti gen. nov., sp. nov. and T. anophthalmus sp. nov.: two new and unusual onychophorans (Onychophora: Peripatopsidae) from northeastern Tasmania. Papers and Proceedings of the Royal Society of Tasmania, vol. 125, p. 7-10.